# Laios
Laios (limba greacă veche Λάιος), fiul lui Labdacus, a fost în mitologia greacă regele cetății Teba, soțul Iocastei, sora regelui Creon, și tatăl lui Oedip. 
Un oracol i-a prezis lui Laios că avea să moară ucis de mâna propriului său fiu. Prin urmare, când Iocasta i-a dat naștere lui Oedip, Laios a poruncit ca acesta să fie abandonat pe muntele Cithareon, crezând că profeția nu se va putea împlini.  Copilul a scăpat cu viață, fiind salvat de niște păstori și apoi a fost dus la curtea regelui Polybus. 
Odată cu trecerea anilor, Laios se intâlnește cu Oedip pe când acesta mergea să consulte oracolul din Delfi. Între cei doi are loc un incident și, neștiind că se află în fața tatălui său, Oedip îl ucide pe Laios împlinind astfel profeția oracolului.